# جايسون باتي
جايسون باتي (بالإنجليزية: Jason Batty)‏ (23 مارس 1971 في نيوزيلندا - ) هو لاعب كرة قدم نيوزلندي في مركز حراسة المرمى. شارك مع منتخب نيوزيلندا لكرة القدم. أما مع النوادي، فقد لعب مع سكونثورب يونايتد وغريمسبي تاون ونادي بوهيميان ونادي غيلانغ إنترناشونال ونادي ستاليبريدج سيلتيك وNorth Shore United AFC ‏ وGlenfield Rovers ‏ وWroxham F.C. ‏ وBay Olympic ‏ وCalifornia Gold ‏ وCaversham AFC ‏ وSacramento Geckos ‏ وNew Zealand Knights FC ‏.

## وصلات خارجية
- جايسون باتي على موقع الاتحاد الدولي (مؤرشف)  (الإنجليزية)
- جايسون باتي على موقع قاعدة بيانات كرة القدم.إي يو (الإنجليزية)
- جايسون باتي على موقع ناشيونال فوتبول تيمز (الإنجليزية)
- جايسون باتي على موقع عالم كرة القدم.نت (الإنجليزية)